# Щитодержатель
Щитодержатель или щитоносец — элемент герба, представляющий собой фигуру, человеческие, звериные или фантастические фигуры, помещающиеся по сторонам гербового щита, который они как бы несут или держат, стоя возле или позади него. Подобный обычай в геральдике произошёл от настоящих щитодержателей, которые при турнирах обязаны были носить за рыцарем шлем и его щит. Однако весьма рано вместо фигур воинов, великанов и т. п. в число щитодержателей стали вводить зверей и фантастические фигуры. Они должны были символизировать те духовные силы, которые поддерживали или способствовали успеху гербовладельца. Начало восходит к XIV веку, и с этого времени щитодержатели довольно часто встречаются на печатях и гербовых изображениях.

Два восстающих льва в опорах щита

Во французской геральдике существуют два различных определения подобных фигур. Коломбиер называет щитодержателями фигуры ангелов, святых, воинов, диких людей и т. п., имеющих человеческий образ, а щитоносцами — фигуры животных, действительных или фантастических. Другой французский геральдист Палльо определяет их иначе, называя щитодержателем фигуру человеческую или звериную, когда она встречается в гербе единичной и помещается с одной стороны щита или же позади него. Щитоносцами же он называл две подобные фигуры, помещаемые по обе стороны герба.
Относительно выбора щитодержателей в геральдике никогда не существовало определённых правил. Случалось даже, что в гербе одной фамилии щитодержатели несколько раз менялись. Так, например, в XVII веке в гербе французского адмирала Де Гравилле щитодержателями изображали то двух львов, то грифона или орла, или ангела. Оба щитодержателя могут быть как одинаковыми (например, в древнем королевском гербе Франции времен Генриха II изображались два ангела, поддерживающих щит), так и  различными (например, в гербе Великобритании справа от щита изображается коронованный золотой лев с синими вооружениями, а слева — серебряный единорог с золотой короной и длинной золотой цепью на шее). Следует учитывать, что в геральдических описаниях положение щитодержателей определяется относительно щита, а не с точки зрения внешнего наблюдателя.
Особенно часто в государственных гербах использовались в качестве щитодержателей львы, например, в гербах Баварии, Гессена, Саксонии, Нидерландов, Швеции, Норвегии, Болгарии, Румынии и д.р. В гербе Вюртемберга — чёрный лев и золотой олень, Мекленбурга — чёрный бык и золотой гриф, Ангальта — два чёрных медведя.
В гербах частных лиц щитодержатели иногда повторяют собой фигуры, находящиеся в самом гербе, или же имеют какое-либо отношение к фамилии данного лица, например, указывают на происхождение или же на звание, службу и особые заслуги лица, которому был он пожалован.
В древней геральдике наиболее распространёнными щитодержателями являются следующие: ангелы — стоящие, коленопреклонённые или летящие (особенно часто встречаются в XV веке); человеческие фигуры во всевозможных одеяниях: рыцари, оруженосцы, мавры, женщины (иногда изображались жены рыцарей, владельцев герба). Особенно часто встречаются так называемые дикие, лесные люди, которые изображались обнажёнными и покрытыми волосами, с венком на голове и поясом из листьев, держащими в свободной руке дубину с уширенным концом (щитодержатели в гербах королевства Пруссии и Дании).
Из различных фигур животных чаще всего изображались в старину львы, грифы, собаки, драконы и лебеди. Птицы здесь являются вообще малоподходящими по фигуре, в особенности орлы, которые как щитоносцы должны утрачивать свой геральдический тип.

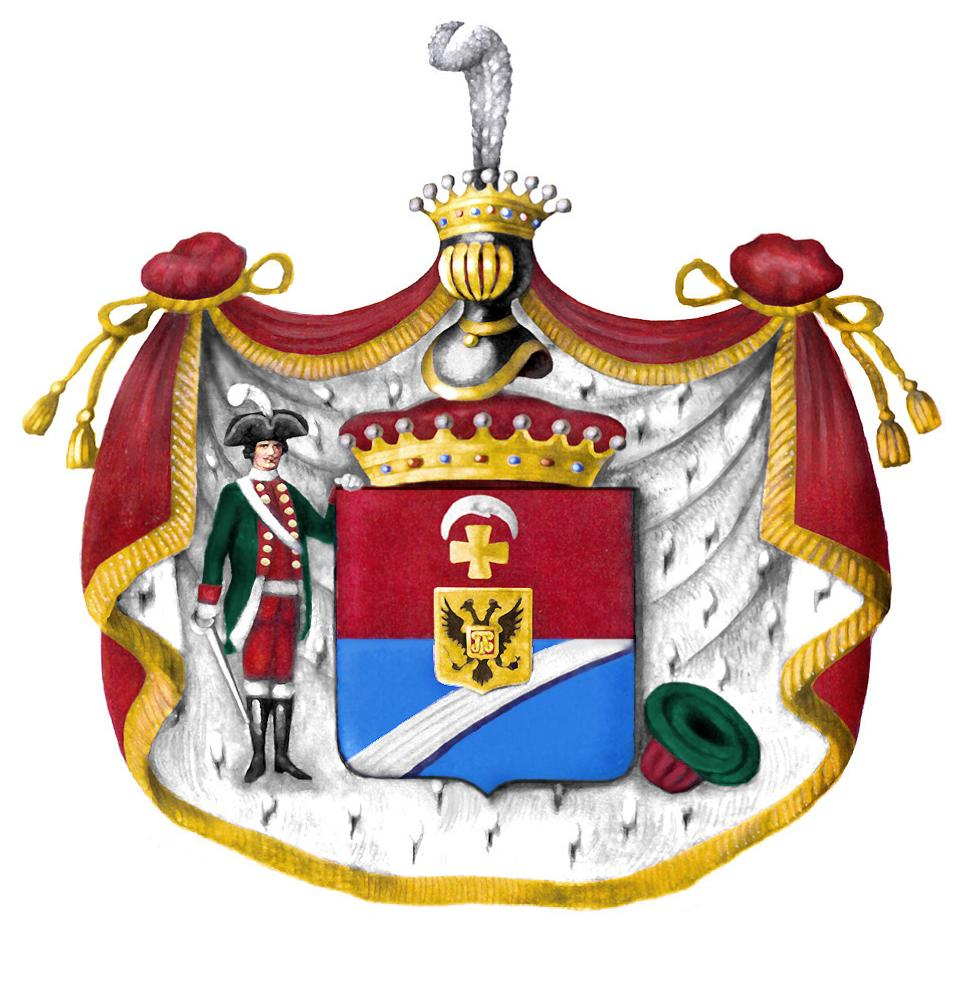
Герб графов Каменских

Положение щитодержателей бывает различное, но самое обыкновенное — прямостоящее, при этом они держат гербовый щит руками или лапами, или же одной рукой — щит, а другой — шлем или стяг, меч или иное оружие. Иногда щитодержатели стоят как бы на страже щита, не касаясь его. Они обыкновенно изображаются обращенными к щиту, иногда же смотрят при этом в сторону или назад, с соответственно повернутой головой. Встречаются так же фигуры коленопреклонённые, прислонённые к щиту и летящие (ангелы). Реже всего — лежащие фигуры зверей. Если лежащая фигура — единственный щитодержатель, тогда она держит щит обеими руками. В российской геральдике встречается один случай единичного щитодержателя — в гербе графа Каменского: щит поддерживают справа — солдат, а слева — турецкая чалма, подоткнутая под угол щита.
Не всегда, но чаще всего щитодержатели находятся в соответствии с гербовыми фигурами, причем иногда получают тинктуры последних или же украшаются самой гербовой фигурой, как ангелы французского королевского герба с золотыми лилиями на голубых одеяниях.
При щитодержателях иногда изображается почва, на которой они стоят. Исключением бывают лишь летящие фигуры, изображаемые парящими в воздухе, без почвы.
В большинстве случаев применение щитодержателя не зависит от достоинства или звания владельца герба.
В русской геральдике имели право помещать в гербах своих щитодержателей только лица, принадлежащие к дворянским фамилиям, внесённым в IV (иностранные роды), V (титулованное дворянство) и VI (древнее дворянство, доказавшее дворянство до 1685 года) части родословной книги.
В настоящее время щитодержатели, как почётные атрибуты, могут присутствовать только в гербах потомков дворян, а также в гербах субъектов Федерации и их административных центров, а также гербах Городов-Героев. Так, например, щит в гербе Свердловской области поддерживают два золотых грифона со знамёнами, а у города Екатеринбурга — медведь и соболь. Они олицетворяют собой минеральные богатства Уральских гор и их положение на границе Европы и Азии соответственно.